# Emmanuel Banda
Emmanuel Banda (29 september 1997) is een Zambiaans voetballer die bij voorkeur als centrale middenvelder speelt. Hij tekende in 2017 bij KV Oostende.

## Clubcarrière
Banda speelde tijdens het seizoen 2016/17 bij SC Esmoriz in een van de Portugese lagere afdelingen. In juni 2017 tekende hij een driejarig contract bij KV Oostende.

## Interlandcarrière
Banda maakte drie doelpunten in negen interlands voor Zambia –20. In 2017 won hij de Afrika Cup voor spelers onder 20 jaar, waar hij onder meer scoorde tegen Mali.